# Samouk
Samouk nebo také autodidakt (z řeckého autos, sám, a didaskó, učím se) je člověk, který v nějaké oblasti dosáhl vysoké úrovně, aniž prošel soustavným odborným školním vzděláním.
Označení autodidakt, jež má smysl teprve ve společnostech, kde je odborné školní vzdělání pravidlem. Poprvé měl použít výraz autodidakt Leibniz pro označení sebe sama. Mnozí slavní autodidakti dosáhli mimořádných výsledků ve vědě, v umění, v literatuře či technice.

## Slavní samouci

### Architektura
- Ludwig Mies van der Rohe
- Frank Lloyd Wright

### Malířství
- František Bidlo
- Vincent van Gogh
- Josef Lada
- Henri Rousseau
- Artuš Scheiner

### Řezbářství
- Luděk Bari

### Věda
- Thomas Alva Edison
- Michael Faraday
- Benjamin Franklin
- Heinrich Schliemann
- James Watt
- Lucien Vidie

### Hudba
- Charles G. Dawes, byl samouk pianista a skladatel, člen Phi Mu Alpha Sinfonia.
- Django Reinhardt, průkopník a virtuóz jazzové kytary.[2]
- Frank Zappa je uveden jako autor citátu, "Sekni se školou, jinak ti mozek vyžere průměrný vzdělávací systém. Zapomeň na maturiťák, a pokud máš odvahu, mazej do knihovny a vzdělávej se sám. Někteří z vás jsou jako roztleskávačky a plastikoví roboti, co jim říkají, co mají číst."[3]